# Margareta Hennix

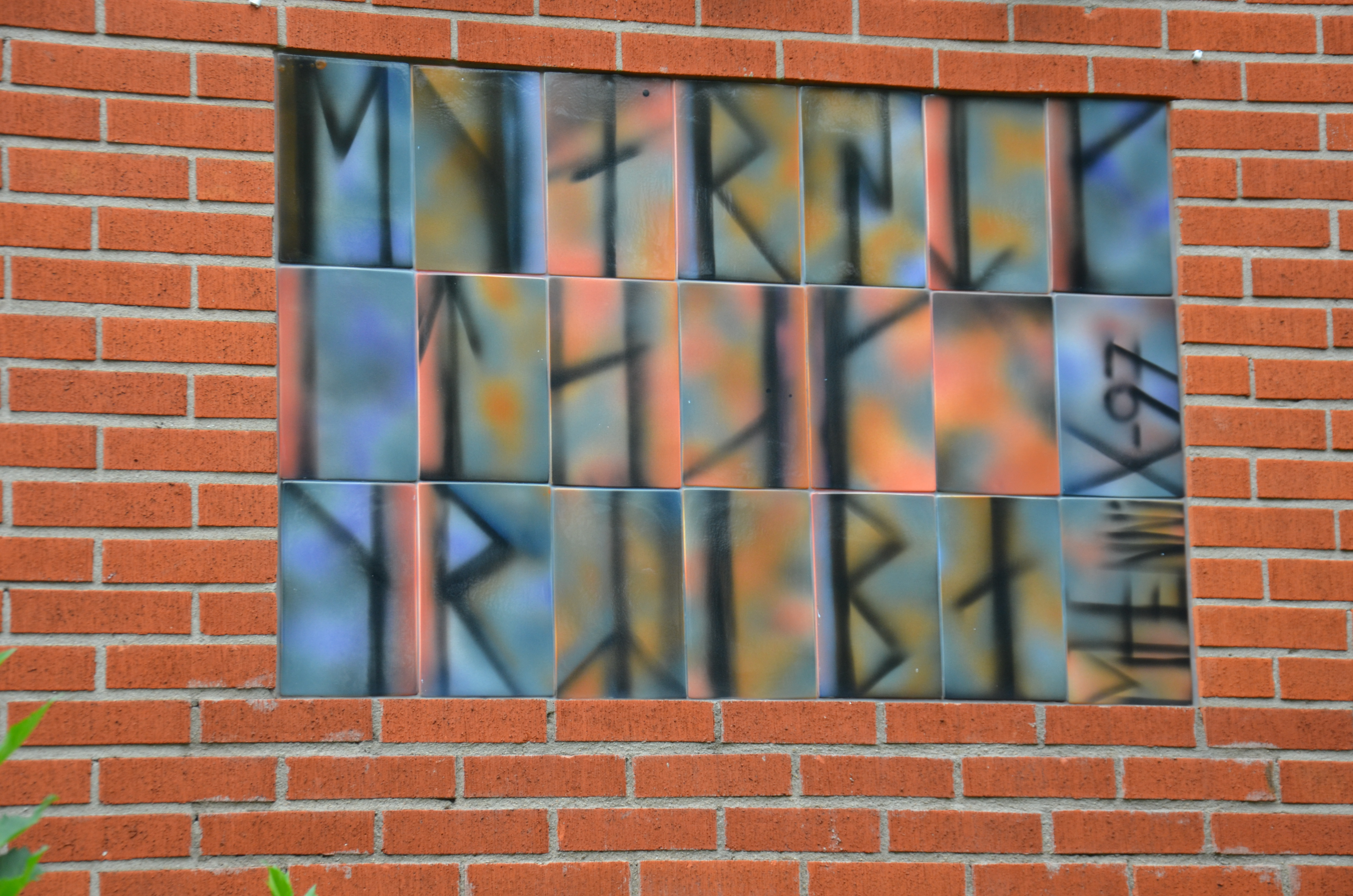
Tecken i Hällefors

Ingrid Margareta Hennix, folkbokförd Valenzuela, född 17 juli 1941, är en svensk formgivare och konstnär.

## Biografi
Margareta Hennix utbildade sig i facket för keramik och glas på Konstfack i Stockholm 1959–1963, med bland andra Stig Lindberg som lärare. Hon arbetade 1965–1967 med som formgivare på Johansfors glasbruk. Hon började 1967 som dekorritare på Gustavsbergs porslinsfabrik, där hon bland annat formgav pottan Heja Sverige 1967 och porslinsserierna Tussilago, Änglafia och Aramis och plastkrukorna Felicia i rött, orange och gult. Hon arbetade som designer på Gustavsbergs porslinsfabrik under 20 år, och därefter 1989 en kort period med vaser och ljusstakar i keramik på Guldkrokens kakelugnsfabrik i Hjo.
Hon har arbetat med olika material och tekniker, som keramik, porslin, glas, plast och måleri. Från 1990 formgav hon glas, först på Pukebergs glasbruk 1990–1992, och 1993–1996 på Reijmyre glasbruk, där hon bland annat formgav Basic-serien.
Hon är sedan början av 2000-talet åter knuten till Rejmyre glasbruk.

## Offentlig konst i urval
- Utsmyckning på Marholmens fritids- och konferenscenter i Stockholms skärgård, 1990-talet
- Kometen, målade keramiska plattor på husvägg,1997 bostadsområdet Polstjärnan  i Hällefors
- Tecken, målade keramiska plattor på husvägg,1997, bostadsområdet Polstjärnan i Hällefors
- Utsmyckningar i bostadshus, 1998, Nacka strand
- Via sacra, en konstnärlig tolkning i glas och sten av Frälsarkransen, 2015, infällt i golvet i Linköpings domkyrka[3]

## Priser
- 1994  Svensk Form för glasservicen Basic för Rejmyre glasbruk
- 2003 Formex designpris i kategorin glas, lera, sten för stengodsserien Format för Gustavsbergs porslinsfabrik